# Mujinga Kambundji
Mujinga Elodie Kambundji (Berna, 17 de junio de 1992) es una deportista suiza que compite en atletismo, especialista en las carreras de velocidad.
Ganó una medalla de bronce en el Campeonato Mundial de Atletismo de 2019 y tres medallas en el Campeonato Mundial de Atletismo en Pista Cubierta entre los años 2018 y 2025.
Además, obtuvo cuatro medallas en el Campeonato Europeo de Atletismo entre los años 2016 y 2024, y tres medallas en el Campeonato Europeo de Atletismo en Pista Cubierta entre los años 2017 y 2025.
Participó en cuatro Juegos Olímpicos de Verano, entre los años 2012 y 2024, ocupando el sexto lugar en Tokio 2020 y el sexto en París 2024, en la prueba de 100 m. Fue la abanderada de Suiza en la ceremonia de apertura de los Juegos Olímpicos de Tokio 2020.

## Palmarés internacional
| Campeonato Mundial                   | Campeonato Mundial       | Campeonato Mundial | Campeonato Mundial |
| Año                                  | Lugar                    | Medalla            | Prueba             |
| ------------------------------------ | ------------------------ | ------------------ | ------------------ |
| 2019                                 | Doha (Catar)             | Medalla de bronce  | 200 m              |
| Campeonato Mundial en Pista Cubierta |                          |                    |                    |
| Año                                  | Lugar                    | Medalla            | Prueba             |
| 2018                                 | Birmingham (Reino Unido) | Medalla de bronce  | 60 m               |
| 2022                                 | Belgrado (Serbia)        | Medalla de oro     | 60 m               |
| 2025                                 | Nankín (China)           | Medalla de oro     | 60 m               |
| Campeonato Europeo                   |                          |                    |                    |
| Año                                  | Lugar                    | Medalla            | Prueba             |
| 2016                                 | Ámsterdam (Países Bajos) | Medalla de bronce  | 100 m              |
| 2022                                 | Múnich (Alemania)        | Medalla de oro     | 200 m              |
| 2022                                 | Múnich (Alemania)        | Medalla de plata   | 100 m              |
| 2024                                 | Roma (Italia)            | Medalla de oro     | 200 m              |
| Campeonato Europeo en Pista Cubierta |                          |                    |                    |
| Año                                  | Lugar                    | Medalla            | Prueba             |
| 2017                                 | Belgrado (Serbia)        | Medalla de bronce  | 60 m               |
| 2023                                 | Estambul (Turquía)       | Medalla de oro     | 60 m               |
| 2025                                 | Apeldoorn (Países Bajos) | Medalla de plata   | 60 m               |